# Warszawskie Departamenty Rządzącego Senatu
Warszawskie Departamenty Rządzącego Senatu i Ogólne Zebranie – organy sądownictwa ostatniej instancji, przeszczepione do Królestwa Polskiego z Imperium Rosyjskiego, wprowadzone ukazem Mikołaja I z 18 września 1841 roku, likwidującym II Radę Stanu i Sąd Najwyższej Instancji, powołując w ich miejsce dwa departamenty IX i X Senatu Rządzącego i Ogólne Zebranie tych departamentów. 7 kwietnia 1842 car podpisał ustawę organiczną dla Departamentów Warszawskich i Ogólnego Zebrania. Ogólne Zebranie zniesione zostało ukazem z 5 czerwca 1861, wprowadzającym III Radę Stanu Królestwa Polskiego.

## Kompetencje
Departament IX przejął kompetencje Sądu Najwyższej Instancji i orzekał w sprawach cywilnych. Departament X miał wydawać wyroki w sprawach kryminalnych. Ogólne Zebranie Warszawskich Departamentów miało zajmować się rozpatrywaniem spraw, jakie leżały w gestii II Rady Stanu z wyłączeniem budżetu królestwa, który miał być odtąd zatwierdzany przez Departament do Spraw Królestwa Polskiego w Radzie Państwa oraz sprawozdań władz naczelnych organów administracji kraju,  rozpatrywanie których oddano Radzie Administracyjnej.
Warszawskie Departamenty Rządzącego Senatu stały się III instancją sądową, od której wyroków nie było już odwołania. Wyjątek stanowiły wyroki orzekane przez Senat na szlachciców i urzędników używających szlachectwa osobistego, które skazywały na karę utraty szlachectwa, czci lub życia i jako takie wymagały zatwierdzenia cesarza.
Ogólne Zebranie Warszawskich Departamentów Rządzącego Senatu rozpatrywało spory administracyjne (sądownictwo administracyjne), sprawy allewiacyjne (o ulgi podatkowe i inne ciężary skarbowe), sprawy heraldyczne i dotyczące tytułów szlacheckich. Od 1842 także rozstrzygało spory kompetencyjne pomiędzy duchowieństwem a sądami oraz pomiędzy władzami duchownymi, jak też zarzuty przeciwko senatorom i członkom Senatu.

## Skład
W skład departamentów wchodzili senatorowie oraz osoby wyznaczone przez cesarza na wniosek namiestnika.